# NGC 4196
NGC 4196 é uma galáxia lenticular (S0) localizada na direcção da constelação de Coma Berenices. Possui uma declinação de +28° 25' 25" e uma ascensão recta de 12 horas, 14 minutos e 29,6 segundos.
A galáxia NGC 4196 foi descoberta em 11 de Abril de 1785 por William Herschel.